# Памятник Зое Космодемьянской (Руза)
Памятник Зое Космодемьянской — памятник, установленный в городе Рузе, посвящённый памяти знаменитой советской партизанки, Героя Советского Союза Зои Анатольевны Космодемьянской. Автор памятника — Герой Социалистического Труда, народный художник СССР, академик Зураб Церетели.

## О памятнике

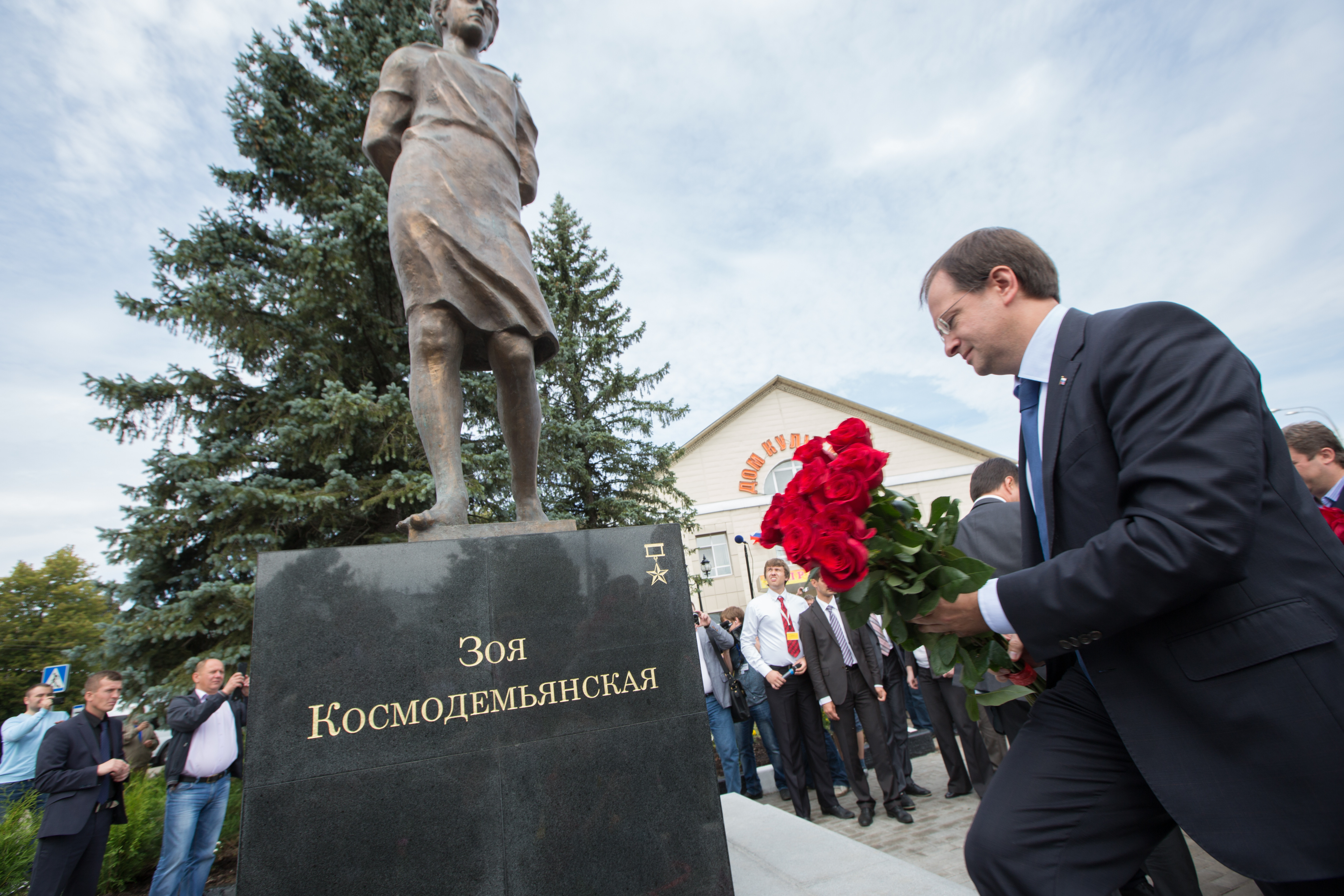
Председатель РВИО Владимир Мединский
на церемонии открытии памятника

Инициатором установки памятника явилось Российское военно-историческое общество, которое передало скульптуру в дар городу. Руза в качестве места установки памятника была выбрана по той причине, что деревня Петрищево, где Космодемьянская была казнена 29 ноября 1941 года, находится в Рузском районе. Автором памятник стал скульптор Зураб Церетели, по словам которого, памятник «символизирует мирную, довоенную жизнь Зои и одновременно её готовность к подвигу».
Торжественное открытие памятника состоялось 30 августа 2013 года, в преддверии 90-летия со дня рождения Зои Космодемьянской. В церемонии открытия приняли участие министр культуры Российской Федерации, председатель Российского военно-исторического общества Владимир Мединский и губернатор Московской области Андрей Воробьёв. Памятник был установлен перед Рузским Домом культуры.